# Aragonit
Aragonit je karbonatni mineral, ena od treh kristalnih oblik kalcijevega karbonata CaCO3. Drugi obliki sta minerala  kalcit in vaterit. Aragonit nastaja v ozko določenih fizikalno-kemijskih razmerah, zato je manj pogost in manj obstojen od kalcita. Aragonit se izloča samo iz toplih vod z majhno vsebnostjo sulfatov pri temperaturah nad 30 °C, zato ga pogosto najdemo v termalnih izvirih, kjer se po navadi nalaga v različno obarvanih plasteh.
Aragonit kristalizira v igličastih kristalih v ortorombskem kristalnem sistemu, zato se po obliki zelo razlikuje od kalcita, ki kristalizira v trigonalnem sistemu. Ponavljajoče se dvojčičenje daje kristalom psevdo heksagonalno obliko. Aragonit je lahko stebričast ali vlaknat, včasih tudi razvejan v obliki stalaktitov. Takšni kristali se imenujejo flos ferri – železovi cvetovi, kot so jih imenovali v koroških rudnikih železove rude.

## Nahajališča
Tipična lokacija aragonita je Molina de Aragon v Guadalahari, Španija, po kateri so ga poimenovali leta 1797. V južni Slovaški je blizu Rožňave 300 m dolga slavna Ohtinska aragonitna kraška jama (slovaško: Ochtinská aragonitová jaskyňa), ki je polna aragonitnega okrasja in je vključena v UNESCOv seznam svetovne naravne dediščine. Veliki skladi oolitskega aragonitnega peska so na morskem dnu na Bahamih.
V Sloveniji je najlepši aragonit v Ravenski jami pri Cerknem, najdemo pa ga tudi v okolici Podčetrtka. V preteklosti so bila opisana tudi nahajališča v Litiji, nad Bohinjsko Bistrico, v okolici Šentjanža in pod Blegošem.
Aragonit se tvori v skoraj vseh lupinah mehkužcev in apnenčastih skeletih kamnitih koralnjakov (Scleractinia). Odlaganje minerala v lupinah mehkužcev je zelo odvisno od biologije, zato so nekatere kristalne oblike biogenega aragonita značilno drugačne od oblik anorganskega aragonita. Nekateri mehkužci imajo lupino v celoti zgrajeno iz aragonita, drugi pa iz aragonita in kalcita.
Aragonit se tvori tudi v oceanih kot morski cement in kraških jamah. Plast biserovine fosilnih aragonitnih lupin nekaterih izumrlih amonitov tvori iridescentno snov, imenovano amolit. Amolit lahko poleg aragonita vsebuje tudi kalcit, kremen, pirit in druge minerale in se uporablja za izdelavo nakita.
Aragonit je metastabilen in se zato v fosilih običajno pretvori v kalcit. Aragonit, ki je starejši od karbona, je skoraj nepoznan.

## Fizikalne lastnosti
Aragonit je pri standardni temperaturi in tlaku termodinamsko nestabilen in se bo v 107 do 108  letih pretvoril v kalcit. Druga oblika kalcijevega karbonata, ki je v pogojih, ki vladajo na Zemljini površni, še bolj metastabilna, je vaterit ali μ-CaCO3.

## Galerija
- Kristal aragonita iz Cuenca, Kastilija - Manča, Španija
- Grozd aragonitnih dvojčkov iz Maroka
- Ostanek biogenega aragonita (tanka, mavrično obarvana lupina) na amonitu Baculites iz pozne krede (Pierre Shale, Južna Dakota, ZDA)